# ASC Black Stars
ASC Black Stars là một câu lạc bộ bóng đá Guyane thuộc Pháp thi đấu ở Giải bóng đá vô địch quốc gia Guyane thuộc Pháp.